# Grande (Paolo Meneguzzi)
Grande è una canzone scritta da Gatto Panceri, Danilo Melotti e Paolo Meneguzzi e presentata da Meneguzzi al Festival di Sanremo 2008, dove si è classificato al sesto posto. Il singolo è stato poi inserito nell'album Corro via. Nella serata dei duetti, Meneguzzi ha eseguito il brano con Tony Hadley, ex-cantante degli Spandau Ballet.

## Il video
Esistono due versioni del video di "Grande". La prima versione, destinata all'Italia è stata girata in Svizzera e vede Meneguzzi eseguire il brano insieme al suo gruppo, in mezzo agli alberi. Alternativamente vengono mostrate alcune sequenze di due adolescenti alle prese con lo studio, che improvvisamente si ritrovano negli stessi ambienti in cui era stato mostrato il cantante. Nel brano viene fatto ampio ricorso ad inquadrature aeree che mostrano la spettacolarità del posto, passando dalle vallate, agli strapiombi, ai fiumi.
La seconda versione mostra il cantante steso sul letto di una camera d'albergo, completamente nudo, e coperto soltanto dalle lenzuola, mentre intorno a lui va e viene una ragazza, di cui non viene mai mostrato il volto. Questo video, destinato soltanto al mercato sudamericano è diventato di pubblico dominio, in quanto postato da un utente su YouTube.
L'orchestra è diretta da Fio Zanotti.

## Tracce
1. Grande – 3:48

## Classifiche
| Paese  | Posizione raggiunta |
| ------ | ------------------- |
| Italia | 32                  |